# Agostino Vitoli
Agostino Vitoli (Spoleto, seconda metà secolo XVIII – prima metà secolo XIX) è stato un architetto italiano attivo principalmente in Piemonte.

## Biografia
Poco si sa della vita di Agostino Vitoli (o Vituli) se non che è stato un uomo di chiesa (era Abate) e che si formò professionalmente a Roma. Svolse la sua opera di architetto, la cui attività è documentata dal 1781 al 1812, principalmente nel territorio del Monferrato casalese e astigiano progettando innumerevoli edifici pubblici e privati in uno stile tra il tardo barocco e il neoclassico.

## Opere
- Palazzo Mossi a Frassineto Po;
- Chiesa parrocchiale di Sant'Ambrogio a Frassineto Po;
- Teatro comunale di Casale Monferrato;
- Chiesa parrocchiale di Vignale Monferrato;
- Ampliamento di Palazzo Callori a Vignale Monferrato;